# Bathybiopsis
Bathybiopsis es un género de foraminífero bentónico considerado como nomen nudum e invalidado, y, aunque de estatus incierto, podría ser perteneciente al suborden Allogromiina del orden Allogromiida. No fue asignada su especie tipo, aunque Bathybiopsis simplicissimus podría ser considerada como tal. Su rango cronoestratigráfico abarcaba el Holoceno.

## Discusión
Bathybiopsis fue originalmente incluido en el grupo llamado Nus, junto con otros géneros de pared orgánica.

## Clasificación
Bathybiopsis incluía a las siguientes especies:
- Bathybiopsis astrorhizoides
- Bathybiopsis cavus
- Bathybiopsis densatus
- Bathybiopsis discimistus
- Bathybiopsis implicans
- Bathybiopsis simplicissimus
  - Bathybiopsis simplicissimus, var. secunda